# Fred Nöller
Fred Nöller (* 3. Oktober 1906 in Saalfeld; † nach 1966) war ein deutscher Chirurg und Hochschullehrer.

## Leben und Wirken
Nach dem Schulbesuch studierte Nöller Medizin und promovierte an der Medizinischen Fakultät der Thüringischen Landesuniversität zu Jena 1934 zum Dr. med. Von 1941 bis 1946 war er an der Universität Jena als Assistent tätig. In dieser Zeit wurde er 1941 an der Medizinischen Fakultät der Universität Jena habilitiert und erhielt dort 1949 dort eine Professur mit Lehrauftrag.
Er war als stellvertretender Oberarzt an der Chirurgischen Universitätsklinik Jena und später Chefarzt der Chirurgischen Klinik des Bezirkskrankenhauses Gera tätig. Zuletzt war er Chefarzt der chirurgischen Abteilung und Poliklinik des Waldkrankenhauses Gera. Ihm wurde der Titel Obermedizinalrat verliehen.

## Schriften (Auswahl)
- Ueber das Verhalten des strömenden Blutes beim Menschen unter Einwirkung kurzer elektrischer Wellen. Großenhain i. Sa. 1934.
- Die Bluttransfusion unter besonderer Berücksichtigung der Blutkonservierung und des Trockenblutes. Berlin 1942.
- (mit anderen Autoren): Dringliche Operationen bei Schussverletzungen. Stuttgart 1949.
- Mehrere Beiträge im Lehrbuch für Chirurgie. 1951 und 1954.